# 布恰奇條約
布恰奇條約，是奧斯曼帝國和波蘭立陶宛聯邦在1672年10月18日簽訂的和平條約，結束第一階段波蘭-土耳其戰爭。國王米哈乌·科雷布特·维希尼奥维茨基因無法招募適當的軍隊應對奧斯曼帝國和利沃夫一帶的哥薩克，故同意停戰。
在此條約中，波蘭須割讓波多爾省予奧斯曼帝國，支付22000個塔勒的歲貢和割讓布拉茨瓦夫省及基辅省予右岸烏克蘭哥薩克。
兩國在1673年春天恢復敵對行動，因波蘭立陶宛聯邦眾議院從未批准該條約，在1676年被修訂為茹拉夫諾條約。